# Astrid Løken
Astrid Løken, född 14 april 1911 i Kristiania (nuvarande Oslo), Norge; död 19 januari 2008,) var en norsk entomolog och medlem i underrättelsesorganisationen XU under andra världskriget, som blev den första kvinna som invaldes i Norsk entomologisk forening (1941).

## Akademisk karriär
Astrid Løken avlade en candidatus realium i zoologi vid Universitetet i Oslo 1942. Större delen av sin vetenskapliga gärning utförde hon vid Zoologisk museum vid Universitetet i Bergen från 1949 till 1979, där hon byggde upp den entomologiska avdelningen. Hennes första post var emellertid som forskarassistent vid Institutt for biavl vid Norges Landbrukshøgskole. 1945, strax efter kriget, reste hon till USA för att verka som gästforskare vid Michigan State College. Hon var imponerad av institutionen, men fick som ogift kvinna inte delta i fältarbete med gifta, manliga kollegor eftersom "det kunde skada deras rykte". Under detta besök arbetade hon också en tid på ett forskningslaboratorium i Logan i Utah. Efter sin pensionering 1979 fortsatte hon sin vetenskapliga verksamhet hos Biologisk Institutt vid Universitetet i Oslo fram till 1990, och utgav under den tiden bland annat en monografi om skandinaviska snylthumlor, och ett antal bestämningstabeller om humlor och andra gaddsteklar. Hon är mest känd för "Studies on Scandinavian Bumble Bees" (1973), som utgavs i samband med hennes doktorsexamen, men har utgivit ett 50-tal andra vetenskapliga artiklar, och har även studerat arten stormhattshumla ingående. 1941 blev hon som första kvinna invald i Norsk entomologisk forening, och var dess viceordförande mellan 1960 och 1965. Hon blev dessutom hedersmedlem i föreningen, och i de svenska och finska entomologiska föreningarna.

## Hemligt arbete under andra världskriget
1941, efter den tyska ockupationen av Norge, rekryterades  Løken till underrättelsesorganisationen XU. Hon fick täcknamnet "Eva", och levde ett dubbelliv under vilket hon hade nytta av sin civila verksamhet som humleforskare. Hon fick tillstånd av rikskommissarie Josef Terboven, den högste tyske ledaren över Norge under kriget, att bedriva forskning på Hardangervidda och under denna fotografera humlor. Så gjorde hon också, tillräckligt mycket för att kunna skriva ett vetenskapligt arbete om dem, men hon fotograferade även tyska militära anläggningar. Hon ingick i ledningen för XU och reste bland annat till Stockholm under kriget för att delta i planeringssamtal.